# Klaudia Adamek
Klaudia Natalia Adamek (* 22. März 1999 in Złotów) ist eine polnische Leichtathletin, die sich auf den Sprint spezialisiert hat.

## Sportliche Laufbahn
Erstmals bei einer internationalen Meisterschaft trat Klaudia Adamek bei den U18-Weltmeisterschaften in Cali 2015 an. Dort schied sie über 100 Meter im Vorlauf aus und erreichte über 200 Meter das Halbfinale. Zudem gewann sie beim Europäischen Olympischen Jugendfestival in Tiflis die Silbermedaille über 100 Meter in 12,16 Sekunden. 2016 gewann sie bei den erstmals ausgetragenen U18-Europameisterschaften in Tiflis die Bronzemedaille über 100 Meter und Silber mit der polnischen Sprintstaffel (1000 Meter). Bei den U20-Weltmeisterschaften in Bydgoszcz schied sie über 100 Meter in der ersten Runde aus und belegte mit der polnischen 4-mal-100-Meter-Staffel den vierten Platz. 2017 belegte sie bei den U20-Europameisterschaften in Grosseto über 100 Meter den sechsten Platz und schied mit der polnischen Staffel bereits im Vorlauf aus. 2018 konnte sie bei den U20-Weltmeisterschaften in Tampere ihren Vorlauf über 100 Meter nicht beenden und bei den World Athletics Relays 2021 im heimischen Chorzów siegte sie in der 4-mal-200-Meter-Staffel mit neuem Landesrekord von 1:34,98 min und wurde mit der 4-mal-100-Meter-Staffel in 44,10 s Zweite hinter dem Team aus Italien. Im Juli belegte sie bei den U23-Europameisterschaften in Tallinn in 11,69 s den siebten Platz und anschließend nahm sie mit der 4-mal-100-Meter-Staffel an den Olympischen Spielen in Tokio teil und verpasste dort mit 43,09 s den Finaleinzug.

## Persönliche Bestzeiten
- 100 Meter: 11,30 s (+0,4 m/s), 8. Juli 2021 in Tallinn
  - 60 Meter (Halle): 7,34 s, 20. Februar 2021 in Toruń
- 200 Meter: 23,66 s (−0,1 m/s), 15. August 2021 in Stettin
  - 200 Meter (Halle): 24,45 s, 10. Februar 2018 in Toruń